# ماريا كوردولوس
ماريا كوردولوس (بالإنجليزية: Maria Kourdoulos)‏ مواليد 18 أبريل 1993 في لندن، هي لاعبة كرة يد بريطانية تلعب كجناح أيسر. شاركت في كأس التحدي الأوروبية لكرة اليد للسيدات 2014.